# Tampang (Pematang Sawa)
Tampang is een bestuurslaag in het regentschap Tanggamus van de provincie Lampung, Indonesië. Tampang telt 1108 inwoners (volkstelling 2010).